# Tiout
Tiout (în arabă تيوت) este o comună din provincia Naâma, Algeria.
Populația comunei este de 6.657 de locuitori (2008).